# Samjhauta Express
Il Samjhauta Express (l'espresso della pace) è un treno che viaggia due giorni a settimana (il martedì e il venerdì) fra Delhi e Attari in India fino a Wagah e Lahore in Pakistan.
Fino all'apertura della Thar Express, questo era l'unico treno che univa i due Paesi. Il treno ha effettuato il primo viaggio il 22 luglio 1976 a seguito degli accordi di Shimla e andava da Amritsar a Lahore per circa 42 km. Per ragioni di sicurezza, il servizio, alla fine degli anni Ottanta, fu fatto fermare nella città di Attari, mentre il 14 aprile 2000 la distanza coperta è stata ridotta a tre km, probabilmente la più breve ferrovia del mondo. Nel 2004, infine, la ferrovia ha cominciato a percorrere il tragitto attuale.
Il 19 febbraio 2007 il treno ha subito un attentato che ha causato 66 morti e 13 feriti.